# Сан Каталдо (Калтанисета)
Сан Каталдо (итал. San Cataldo) је насеље у Италији у округу Калтанисета, региону Сицилија.
Према процени из 2011. у насељу је живело 22079 становника. Насеље се налази на надморској висини од 650 м.

## Становништво
Према резултатима пописа становништва 2011. у општини је живело 23.424 становника.
| 1931.  | 1936.  | 1951.  | 1961.  | 1971.  | 1981.  | 1991.  | 2001.  | 2011.  |
| ------ | ------ | ------ | ------ | ------ | ------ | ------ | ------ | ------ |
| 22.569 | 17.646 | 21.523 | 23.178 | 20.578 | 21.569 | 22.507 | 23.154 | 23.424 |

## Партнерски градови
- Олђате Комаско